# Eleições estaduais em Goiás em 1905
As eleições estaduais em Goiás em 1905 ocorreram durante a República Oligárquica, no dia 2 de março daquele ano. Foram eleitos os deputados e senadores estaduais e o presidente (governador) de Goiás. Tal eleição resultou em uma crise política, pois o partido predominante, o Partido Republicano de Goiás, havia dividido-se em dois grupos: o xavierismo, ligado ao ex-presidente e deputado federal José Xavier de Almeida, à frente da política administrativa de Goiás e o bulhonismo, comandado por Leopoldo de Bulhões. O grupo bulhonista homologou seu candidato derrotado, José Joaquim de Sousa, contra o vencedor do pleito, Miguel da Rocha Lima. Tal fato gerou uma dupla administração na presidência do Estado, que foi solucionado por uma Comissão Julgadora do Congresso Nacional do Brasil, cujo relator era o deputado federal por Minas Gerais, Estevão Lobo Leite Pereira; que oficializou a vitória de Lima. O caso seria um dos fatores da Revolução de 1909.

## Contexto histórico

### Governo Xavier de Almeida
José Xavier de Almeida era um deputado federal e secretário estadual de Goiás, integrante ao principal partido da unidade federativa, o Partido Republicano de Goiás. Ele foi lançado como candidato à presidência do Estado em 1901, apoiado pelo PRG e por Leopoldo de Bulhões; vencendo a disputa e tomando posse. No entanto, José se afastou do bulhonismo, iniciando desde seu casamento com a filha do rival político dos Bulhões, Hermenegildo Lopes de Morais, em 5 de junho de 1902, até às políticas de arrocho financeiro. Compuseram seu governo os seguintes vice-presidentes:
1. Bernardo Antônio de Faria Albernaz
2. Hermenegildo Lopes de Morais
3. Frederico Ferreira Lemos

### As eleições
Em 1904, ocorrem as eleições legislativas que elegem a maioria dos grupos situacionistas. Tal fato foi importante pois, esses grupos iriam se aliar ao grupo de Leopoldo de Bulhões, em especial a família Caiado, encabeçada por Totó Caiado. Em 2 de março de 1905, ocorre o pleito eleitoral, vencendo o candidato apoiado por Xavier de Almeida, Miguel da Rocha Lima com 23.404 votos.
O grupo de Bulhões, que seria derrotado por Brás Abrantes na disputa senatorial em 1906, homologou a vitória de seu candidato, José Joaquim de Sousa, criando uma duplicidade na presidência, uma crise de dois presidentes.

### Comissão Julgadora doCongresso Nacional do Brasil
A crise que se sucedeu foi sanada em julho daquele ano, quando enfim o deputado federal mineiro Estevão Lobo Leite Pereira, ao chefiar a Relatoria da Comissão Julgadora do Congresso Nacional, declarou a vitória à Miguel da Rocha Lima e negou o pedido de intervenção federal em Goiás, solicitado por Leopoldo de Bulhões. A questão levaria à uma rechaça futura dos grupos de oposição, a Revolução de 1909, que levaria à renúncia de Rocha Lima e o retorno do grupo político de Bulhões de volta ao poder.

## Consultoria Geral da República
Por sua vez, a Consultoria-geral da República, órgão que fiscalizava as Juntas Apuradoras e Verificadores de cada unidade federativa, na figura de seu titular Araripe Júnior, declarou que:
 Este artigo incorpora texto de uma publicação, atualmente no domínio público: Declaração do Consultor-Geral da República
| “ | Gabinete do Consultor-Geral da República. – Rio de Janeiro, 29 de junho de 1905. Examinei os papéis juntos, relativos à situação em que se acha o Estado de Goiás, com uma duplicata de poderes, Legislativo e Executivo; e, se bem entendi a exposição que os acompanha, subscrita pelos senadores e deputados de uma das fações políticas, que disputam a posse do governo naquele Estado, o que está em causa é a legalidade de reconhecimento dos respectivos poderes, que se realizou tumultuariamente, depois de uma eleição também tumultuária, dando cabimento à dualidade anômala de que se trata. Não me cabe entrar na apreciação das violências e ilegalidades praticadas pelo atual governador de Goiás, intervindo ostensivamente nas eleições. O que interessa à solução do caso é o modo por que se tornaram efetivas as duas apurações. De como chegaram os fatos a tomar esse caráter na aludida exposição pode-se avaliar pelo seguinte: Chegada a época da verificação de poderes dos membros do Congresso e cujo início a lei fixa para 5 de maio, contava o Governo maioria de deputados e diplomados, em grande parte portadores de diplomas ilegais, por terem sido expedidos por juntas apuradoras incompetentes, quais as instituídas pelo ilegal decreto de 7 de junho (ilegal porque da autorização legislativa para a divisão dos círculos, quatro anos antes, já tinha usado o Executivo e a divisão feita em virtude dessa autorização estava incorporada à lei). Considerando os candidatos diplomados oposicionistas que seria baldado pleitear os direitos da oposição perante um poder verificador assim, constituído dos próprios espoliadores de tais direitos, e que de antemão sabiam apurar todas as eleições favoráveis ao governo, por mais escandalosamente fraudulentas que fossem, firmados no art. 2º do Regimento Interno da Câmara dos Deputados, reuniram-se em edifício a parte e, constituindo a mesa e as comissões regimentais, encetaram os seus trabalhos. No Senado, continua o mesmo documento, estava a oposição em condições superiores à do Governo, pois, devendo se constituir o poder verificador dos senadores de mandato em vigor (o Senado pela Constituição do Estado compõe-se de doze senadores, renovando-se, por metade, de 4 em 4 anos), destes contava com três e o Governo com dois, dos quais um presidente e sem voto. Dispõe o regimento do Senado, art. 6º, que para os atos de reconhecimento de poderes é necessária a presença de cinco senadores. No primeiro dia de sessões preparatórias, só comparecendo três senadores, o presidente do Senado, coronel Rocha Lima, candidato oficial à presidência do Estado, convidou a tomarem assento os candidatos diplomados, e cujos diplomas tinham sido protestados, e constituiu com eles uma mesa ilegal, que tomou o compromisso do senador Ricardo Paranhos e o empossou. À vista de procedimento tão tumultuário, violador dos preceitos regimentais, retirou-se o senador Fulgêncio Nunes da Silva, o único oposicionista presente e com o primeiro secretário, Souza Moraes, que assumiu a presidência, constituiu Senado à parte. E sob esta base foram verificados os poderes dos deputados e senadores da oposição, constituídos em Câmara e Senado à parte. Instalaram-se e realizaram as duas sessões sob a garantia de um habeas-corpus concedido pelo Juiz Federal; em sessões de 2 e 3 de junho corrente procederam, como Congresso, nos termos do art. 89 da Constituição respectiva, a apuração da eleição do presidente e dos vice-presidentes do Estado, que deverão servir no período de 14 de julho de 1905 a 14 de julho de 1909 e proclamaram presidente o Dr José Joaquim de Souza e vice-presidentes os coronéis Francisco Ferreira Lemos, José Vaz e Manoel do Carmo Lima. O Congresso, que, segundo afirma a exposição, o governo organizou, procedeu também à apuração da eleição presidencial, proclamando: presidente, Miguel da Rocha Lima, vice-presidentes, José Balduino de Souza, Francisco Bertolo de Souza e José da Silva Baptista. Nestas condições, prevendo que no próximo dia 14 de julho, data fixada pela Constituição estadual para inauguração do novo período governamental, dois presidentes disputarão o governo do Estado, pensam os signatários da exposição que semelhante crise só pode constitucionalmente ser resolvida pela intervenção do Governo Federal, nos termos do n. 2º, do art. 6º, da Constituição da República, decidindo entre os dois poderes rivais qual o legitimamente constituído. Questão melindrosa e sem precedentes na República Brasileira, parece-me, à primeira vista, não encontrar solução diretamente indicada na letra de nenhum dos §§ do art. 6º citado. Não se trata, com efeito, de repelir invasão estrangeira ou de um Estado em outro; não consta que a ordem e a tranquilidade do Estado, no momento atual, tenham sido perturbadas materialmente, de modo que a ação legal da autoridade e o gozo pacífico dos direitos do cidadão se vejam embaraçados; não se verifica, tão pouco, a hipótese de violação ou não execução de leis ou sentenças federais, por culpa ou oposição dos poderes estaduais. Tais casos, pois, estão de si mesmos excluídos pela natureza dos fatos que ocorrem no Estado de Goiás. Se a intervenção, solicitada do Governo Federal, firma-se na iminência de um conflito material, que poderá, entretanto, dissipar-se, é intuitivo que só depois de traduzidos em desordem, poderiam os acontecimentos, segundo a sua gravidade, determinar, mediante requisição do respectivo governo, a expedição dos atos e providências defluentes do n. 3º do dito art. 6º. Resta, portanto, saber se os atos dos poderes verificadores, acima descritos, constituem uma derrogação da forma republicana federativa, de maneira a legitimar o exercício da faculdade constitucional. Os interpretes da Constituição Americana, da qual foi transportada para a brasileira o dispositivo de que se trata, são quase uniformes na reprodução do pensamento dos autores do Federalista, em cujo capitulo XLII leem-se as seguintes palavras: “Os Estados Unidos afiançam a todos os Estados da União a forma do governo republicano, e se obrigam a defendê-los de qualquer invasão estrangeira, ou mesmo de qualquer violência doméstica, contanto que isto lhes seja requerido pela legislatura respectiva, ou pelo Poder Executivo, se a legislatura se não achar reunida. Numa confederação, fundada em princípios republicanos, é preciso que o governo federal tenha o poder de defender o sistema geral contra as inovações da aristocracia ou da monarquia. Quanto mais íntima for a união, tanto mais interesse tem cada membro nas instituições políticas das outras, e tanto mais direito de exigir que a forma de governo existente na época do pacto, seja substancialmente mantida… Assim enquanto os Estados conservarem a forma republicana, qualquer que ela seja, é lhes afiançada pela Constituição Federal; e se quiserem substituir lhe outra, também tem o direito de o fazer, e podem reclamar, para a que adotarem, a garantia federal. O único poder que não têm é o de adotar uma constituição, que não seja republicana.” “A intenção do legislador constituinte, diz Cooley, (Const. Limit., p. 28), foi proteger a união fundada sobre princípios republicanos contra inovações aristocráticas e monárquicas.” Pomeroy, (Const. Law, p. 136), acrescenta que justifica-se a intervenção do Congresso para restaurar a forma do governo republicano toda vez que um Estado legisla, pondo o respectivo governo nas mãos de uma oligarquia. Não diverge desse conceito Walker, (Amer. Law, § 67), quando afirma que aos Estados é apenas proibida a admissão de governos despóticos, aristocráticos, monárquicos, não se permitindo a intervenção senão nos casos que em tais governos se caracterizem pela forma antirrepublicana. Gourd, o mais recente comentador da Constituição Americana, observa que a cláusula de garantia não é somente a garantia da forma republicana, neste ou naquele estado particular; ela constitui uma das garantias da forma republicana do próprio governo da União, salvaguarda da paz interior, da diuturnidade da União, da vida da nação; de onde se conclui, com toda razão, que para proteger num Estado qualquer a forma republicana, os Estados Unidos podem intervir espontaneamente, independente de solicitação ou requisição de autoridades locais… E, todavia, fora dos casos em que o Congresso por mais de uma vez tem fixado as condições a que se deveriam subordinar as Constituições dos Estados novamente admitidos, a garantia da forma republicana parece nunca ter sido posta em execução. (…) De tudo isto se vê que a faculdade consagrada no art. IV, sec. IV, da Constituição Americana, e relativa a inversão ou transformação do Governo em um tipo diferente, resolve-se numa faculdade do poder constituinte; de onde resulta que os atos, que esse poder é obrigado a submeter ao seu exame e censura, devem manifestar-se sob o aspecto de uma organização traduzida em leis evidentemente contrarias ao regime republicano firmado pela Constituição Federal. “Manter a forma republicana federativa” declara-o também o n. 2º do art. 6º da Constituição Brasileira. Ora, não se manifestando a forma de um governo senão pelos aparelhos políticos e institutos criados pelas suas leis orgânicas, é obvio que só na ordem legislativa pode ser ela atacada. No exercício, portanto, daquela faculdade, o Governo Federal, quando lhe caiba tomar conhecimento da organização inconstitucional de um Estado, tem apenas que verificar se a respectiva Constituição e leis contrariam os princípios políticos da União. Nem a Constituição de Goiás, reconhecida por ambas as facções políticas, cuja luta deu ensejo à exposição junta, nem as suas leis orgânicas, são acusadas de subverter, alterar ou inverter o regime, sob o qual se constituiu aquele estado como membro da União. A intervenção por aquele motivo, na opinião geral dos comentadores, devolver-se-ia ao poder legislativo federal. Em minha opinião essa incompetência é irrecusável, porque depende claramente do exercício de faculdade legislativa, e tal deve-se considerar a de revogar ou declarar não existentes leis que organizam um Estado como estranho à União e determinar por via de uma constituinte a reorganização do Estado, que se tiver excluído do regime constitucional abandonando a forma republicana federativa. Mas não é este o caso. O que se pretende é considerar o Governo da União competente para, em segunda instância, verificar os poderes dos indivíduos que se dizem eleitos presidente, vice-presidentes, senadores e deputados de Goiás. Que têm os fatos, aliás deploráveis, ocorridos durante o pleito eleitoral e o modo pelo qual se fez ali a verificação de poderes, com a forma republicana federativa? Penso que nada. O governo de um Estado pode ser ilegal sem ser contrário à forma republicana. Assim, pois, no meu parecer, o disposto no n. 2º do art. 6º só por si não justificaria a intervenção, desde já, para validar qualquer das eleições que serviram de base a instalação dos dois congressos e consecutiva apuração da eleição de dois presidentes e vice-presidentes. Sem dissimular, porém, a dificuldade que oferece em perspectiva a dualidade do governo, e a probabilidade de um conflito, logo que o atual presidente termine o período constitucional e seja empossado o seu sucessor, convenho em que a Constituição da República instituiu remédio para os casos de perturbação doméstica, autorizando a intervenção do governo federal para restabelecer a ordem e tranquilidade nos Estados, a requisição dos respectivos governos, mas também reconheço que essa mesma Constituição não concedeu essa faculdade para prevenir, mas para agir reprimindo atos já exteriorizados e contrários á ordem no Estado. “Restabelecer”, enuncia o referido parágrafo; e só se restabelece aquilo que deixou de existir. Isto posto, parece que só o fato material da perturbação da ordem no Estado de Goiás poderia autorizar medida de repressão derivadas do n. 3º do art. 7º; enquanto esse fato não aparecer toda e qualquer intervenção seria prematura e, portanto, inconstitucional, ainda que solicitada. Dado, porém, que essa intervenção se torne oportuna, isto é, que as duas facções políticas entrem em ação para empossar o chefe do Executivo e efetivamente surja o conflito material, como agir, e qual dos poderes da União é competente para intervir, à vista de duas requisições, em oposição, subscritas por autoridades que se julgam legitimo governo? Não vejo na jurisprudência solução franca para a dificuldade ocorrente. Os dois casos que pude encontrar na jurisprudência americana relativos a dualidade de governo não me parecem robustecer nenhuma opinião decisiva. O primeiro é o de Rhode Island, em 1849. Nesta emergência a ilegitimidade de um dos governos coincidia com uma insurreição de caráter politico e ofensiva do principio federativo. A Suprema Corte, a quem foi submetido o caso, declarou que ao Congresso cabia verificar qual o governo estabelecido no Estado, para então, decidir sobre si era ou não republicano. O outro exemplo, que é de 1873, refere-se a Luziânia. Ainda este precedente americano varia do que se nos afigura agora. A comissão do senado norte americano, ao qual foi sujeito o conflito, provocada a dizer se existia um governo civil naquele Estado, opinou que nenhum dos governos pretendentes fora legitimamente eleito, e assim propôs se adotasse a resolução de que “presentemente” não havia governo de Estado no Estado da Luziânia, e nestas condições se devia ordenar uma nova eleição e providenciar para que ela se fizesse sob a autoridade dos Estados Unidos “afim de que o povo, acrescentava o parecer, eleja um governo ao qual se submeta, ou em caso de sublevação os Estados Unidos possam honestamente sustenta-lo.” (J. Barbalho, Com., p. 25). A conclusão a tirar desse parecer é que a acefalia governamental deve equiparar-se a ausência de constituição para que se sub-rogue o Congresso Federal no direito de, como poder constituinte, exercer a função legislativa que se considera extinta no Estado, e promover o restabelecimento, por atos de soberania, da representação politica do mesmo Estado. Se o caso de Goiás fosse igual ao da Luziânia teríamos nesse precedente norte americano amparo para a opinião dos que pretendem que se justificaria por tais fundamentos a intervenção espontânea. Não é. A questão, na hipótese vertente, é de dualidade de apuração, e o Estado não está acéfalo, porque o atual governador não terminou o seu período governamental e ninguém contesta a sua autoridade. A intervenção, portanto, ter-se-á de subordinar forçosamente à cláusula final do n. 3º do art. 6º da Constituição da República, garantidora da autonomia estadual. Recebida pelo Governo Federal dupla requisição, presumindo que uma delas tenha sido expedida pelo governo legitimamente eleito no Estado, ao Presidente da Republica compete tomar todas as providências que interessem ao restabelecimento da ordem, mantendo o governo de fato, até que o Congresso Nacional, pronunciando-se sobre a espécie, possa estatuir relativamente ao processo de intervenção definitiva e reconhecimento do governo legal segundo as exigências do caso ocorrente. Saúde e fraternidade. – T.A. Araripe Junior. | ” |